# Ванесса Редґрейв
Ванесса Редґрейв (англ. Vanessa Redgrave; нар. 30 січня 1937, Лондон) — британська акторка театру, кіно та телебачення, лауреатка премії «Оскар» 1978. Політична активістка.

## Життєпис

### Кінокар'єра
Ванесса Редґрейв народилася 30 січня 1937 в Лондоні в родині актора Майкла Редґрейва та акторки Рейчел Кемпсон.
У 1954 році вступила до школи музики і драми Central School of Speech and Drama. Вперше з'явилася на театральній сцені в 1957 році разом з батьком. З 1961 року вона виступає з Королівською шекспірівською трупою. У кіно Ванесса Редґрейв стала відомою після фільму «Морган: слушна нагода для лікування» (1966). Акторка отримала премію Каннського кінофестивалю, а також номінації на «Оскар», «Золотий глобус» і BAFTA.
Інші відомі картини раннього періоду — «Фотозбільшення» Мікеланджело Антоніоні (1966), «Айседора» (1968) — про життя балерини Айседори Дункан, «Марія, королева шотландців» (1971).
У 1977 році Редґрейв грала разом з Джейн Фондою у фільмі «Джулія» режисера Фреда Циннемана. За цю роль вона була визнана гідною премії «Оскар» у номінації «найкраща акторка другого плану». У тому ж році вона продюсувала і озвучувала документальний фільм «Палестинець», в якому брала участь у сцені танцю з автоматом Калашникова. У зв'язку з цим угруповання Jewish Defense League (фігурувала у звітах ФБР як екстремістська і терористична) організувала пікети під час церемонії вручення премії. Голова цієї організації звинувачував Редґрейв у підтримці палестинців. Незважаючи на присутність на вулиці активістів JDL, Редґрейв у своїй промові виступила із засудженням всіх форм тоталітаризму і сказала, що ані її, ані кіноакадемію не залякає «купка сіоністських хуліганів, чия поведінка ображає гідність усіх євреїв». Її виступ був зустрінутий «неодмінно відкритими ротами, вигуками несхвалення і оплесками».
Пізніше Редґрейв виконувала ролі у фільмах «Бостонці» (1985) — номінації на «Оскар» і «Золотий глобус», «Маєток Говардс Енд» (1991) — номінація на «Оскар», «Місія нездійсненна» (1996), «Вайльд» (1997), «Зіткнення з безоднею» (1998), «Перерване життя» (1999). Редґрейв продовжує грати в кіно і театрі.

### Політична діяльність
З початку 1960-х років Редґрейв включається в роботу різних громадських рухів: за припинення війни у В'єтнамі, ядерне роззброєння, незалежність Північної Ірландії, виїзд радянських євреїв з СРСР, незалежну палестинську державу; приходить в троцькістський рух. Редґрейв балотувалася до парламенту від троцькістської Робочої революційної партії, яку підтримував лівійський лідер Муаммар Каддафі. У 1990-х роках брала участь у створенні марксистської партії.
У 2002 році Редґрейв внесла заставу в 50 тисяч фунтів стерлінгів за звільнення чеченського прем'єр-міністра у вигнанні Ахмеда Закаєва. Його екстрадиції вимагала російська влада, звинувачуючи в тероризмі, викраденні людей і вбивствах та захоплення заручників під час мюзиклу «Норд-Ост». Редґрейв висловила побоювання за життя Закаєва у випадку його видачі Росії.
У 2004 році Редґрейв разом зі своїм братом заснувала Партію миру і прогресу (Peace and Progress Party) і взяла участь у кампанії протесту проти війни в Іраку.

## Приватне життя
Була одружена з режисером Тоні Річардсоном в 1962—1967 роках, шлюб з яким розпався через його роман з французькою акторкою Жанною Моро. Від Річардсона вона народила двох доньок: Наташа Річардсон (1963—2009) і Джоелі Річардсон, які теж стали акторками. У Ванесси Редґрейв є син від Франко Неро, з яким вона знімалася в «Камелот». Відомий роман Редґрейв з актором Тімоті Далтоном. Її сестра Лінн Редґрейв і брат Корін Редґрейв також були акторами, обидва померли від раку навесні 2010 року.

## Відзнаки
- 2022 — Орден Британської імперії, Дама-Командор; командор (1967)[10].

## Фільмографія
- 1966: «Фотозбільшення» (Blowup) — Джейн
- 1975: «Мертвий сезон» (Out of Season) — Енн
- 1977: «Джулія» (Julia) — Джулія
- 1979: «Янкі» (Yanks) — Гелен
- 1979: «Острів Ведмежий» (Bear Island) — Хедді Ліндквіст

- 1992: «Маєток Говардс Енд» (Howards End) — Рут Вілкокс
- 1992: «Снігове чуття Смілли» (Smilla's Sense of Snow) — Ельза Любінґ
- 1994: «Мамині діти» (Mother's Boys) — Лідія
- 1994: «Маленька Одеса» (Little Odessa) — Ірина Шапіра
- 1996: «Місія нездійсненна» (Mission: Impossible) — Макс
- 1997: «Снігове чуття Смілли» (Smilla's Sense of Snow) — Ельза Любінґ
- 1997: «Уайльд» (Wilde) — леді Сперанца Уайльд
- 2000: «Якби стіни могли говорити 2» (If These Walls Could Talk 2) — Едіт
- 2001: «Джек і бобове дерево: Справжня історія» (Jack and the Beanstalk: The Real Story) — баронеса Вільгельміна
- 2007: «Вечір» (Evening) — Енн Лорд;
- 2007: «Спокута» (Atonement) — Брайоні Талліс у 77 років
- 2010: «Стукачка» (The Whistleblower) — Мадлен Різ
- 2010: «Листи до Джульєтти» (Letters to Juliet) — Клер
- 2016: «Щоденник Роуз» (The Secret Scripture) — Сюзанна Макналті в старості

## Виноски
1. ↑  High Profile Alumni — Центральна Школа сценічної мови та драматичного мистецтва.
2. 1 2  Lundy D. R. The Peerage
3. 1 2 3  The International Who's Who of Women 2006 — Routledge, 2005. — ISBN 978-1-85743-325-8
4. ↑  Terrorism 2000/2001. Архів оригіналу за 15 вересня 2004. Процитовано 15 вересня 2004.
5. ↑  Redgrave's «Zionist Hoodlums» Speech Shocks Hollywood. Архів оригіналу за 30 березня 2019. Процитовано 3 травня 2010.
6. ↑  Лондонский десант. Архів оригіналу за 25 серпня 2006. Процитовано 3 травня 2010.
7. ↑  [8 Постановление о привлечении в качестве обвиняемого]. www.rg.ru. {{cite web}}:  Перевірте схему |url= (довідка)
8. ↑  UK actress defends Chechen rebel (брит.). Архів оригіналу за 7 грудня 2017. Процитовано 3 травня 2010.
9. ↑  Peace and Progress Party [Архівовано 25 березня 2010 у Wayback Machine.] (англ.)
10. ↑  New Year Honours 2022: Lumley and Redgrave become dames. BBC News. 31 грудня 2021. Архів оригіналу за 5 грудня 2022. Процитовано 27 січня 2023. (англ.)